# Тысячелистник голый
Тысячели́стник го́лый (лат. Achilléa glabérrima) — очень редкий вид травянистых растений из рода Тысячелистник семейства Астровые (или Сложноцветные).

## Биологическое описание
Тысячелистник голый — многолетнее растение. Размножается семенами. Цветёт в июле—августе. Плодоносит в августе—сентябре.
Высота растения составляет 16—35 сантиметров.
Корневище короткое.
Листья черешковые перистораздельные, линейные, темноватые. Стебли немногочисленные, голые. В пазухах стеблевых листьев — укороченные облиственные веточки.
Язычки краевых цветков ярко-жёлтого цвета. Соцветия — корзинки, собранные в рыхлые сложные щитки.

## Охранный статус
Тысячелистник голый — узкоареальный эндемик. Это один из редчайших видов на планете. В естественном виде он встречается на гранитных обнажениях "Бесташ-горы" только на территории заповедника Каменные могилы. Растёт на гранитных скалах и расщелинах на площади 4 км² и среди петрофитной растительности. Растёт как отдельными растениями, так и группами.
Также этот вид выращивают в киевском и донецком ботанических садах.
В 1980 году этот вид был внесён в Красную книгу Украинской ССР. В 1991 годы внесён в Европейский красный список. Внесён в Красную книгу Украины.